# Jan (Ilić)
Jan, imię świeckie Jordan Ilić (ur. 8 stycznia 1884 w Dojkinci, zm. 5 lutego 1975 w Niszu) – serbski biskup prawosławny.

## Życiorys
W 1902 ukończył seminarium duchowne w Belgradzie i podjął pracę nauczyciela we wsiach w regionie Pirotu. W 1911 biskup niski Domecjan wyświęcił go na diakona, a następnie na kapłana, po czym skierował go do pracy duszpasterskiej w Rsawcach. W 1913 wyjechał do Berna, gdzie studiował teologię starokatolicką i w 1921 obronił z tej dziedziny pracę doktorską. 5 września 1926 otrzymał nominację do objęcia katedry zahumsko-hercegowińskiej, po wcześniejszym złożeniu wieczystych ślubów mniszych, co uczynił w monasterze Rakovica. W 1926 w soborze św. Michała Archanioła w Belgradzie miała miejsce jego chirotonia biskupia.
W 1931 objął katedrę braniczewską, zaś po dwóch latach został przeniesiony do eparchii niskiej. Zarządzając eparchią, doprowadził do budowy szeregu cerkwi we wsiach regionu oraz do wykonania dekoracji malarskiej w soborze w Niszu. Zmarł tamże w 1975 i został pochowany w soborze katedralnym.